# Marina Chavarría
Marina Chavarría (Sallent de Llobregat, 2002) es una deportista española que compite en gimnasia en la modalidad de trampolín. Ganó una medalla de oro en el Campeonato Europeo de Gimnasia en Trampolín de 2022, en la prueba por equipo.

## Palmarés internacional
| Campeonato Europeo | Campeonato Europeo | Campeonato Europeo | Campeonato Europeo |
| Año                | Lugar              | Medalla            | Prueba             |
| ------------------ | ------------------ | ------------------ | ------------------ |
| 2022               | Rímini (Italia)    | Medalla de oro     | Equipo             |